# Desertoplusia
Desertoplusia là một chi bướm đêm thuộc họ Noctuidae.

## Loài
- Desertoplusia bella Christoph, 1887
- Desertoplusia colornata Varga & Ronkay, 1991
- Desertoplusia paghmana Wiltshire, 1971